# 2,4,5-三羟基肉桂酸
2,4,5-三羟基肉桂酸（英語：2,4,5-Trihydroxycinnamic acid）是一种天然的羟基肉桂酸化合物，化学式C9H8O5，存在顺反异构体，发现于博士茶（学名：Aspalathus linearis）、东方泽泻（学名：Alisma orientale）等植物中。